# Спіженко Юрій Прокопович
Юрій Прокопович Спіженко (6 червня 1950 — 6 грудня 2010) — український онколог, доктор медичних наук, академік АМНУ (хірургія, 03.1993). Міністр охорони здоров'я УРСР і перший міністр охорони здоров'я України (1989—1994); народний депутат України двох скликань, президент Фармацевтичної асоціації України (з 04.1998); голова Житомирської обласної організації УНП (1999). Президент центру онкології і радіохірургії «Кіберклініка Спіженко» (Центр «Кіберніж Україна»)

## Біографія
Народився 6 червня 1950 (с.Побірка, Теплицький район, Вінницька область); українець; мати Феодосія Панфилівна (1926) — пенсіонерка; дружина Вікторія Володимирівна (1950) — лікар-кардіолог; дочка Спіженко Наталія Юріївна (1972) — Людина року 2011, керівник Медичного центру «Клініка Спіженко» (центр радіохірургії «Кіберніж Україна») кандидат медичних наук; син Олександр Спіженко (1981).

## Освіта
Закінчив Чернівецький медичний інститут (1967—1973), хірург; кандидатська дисертація «Визначення усмоктувальної функції шлунково-кишкового тракту у комплексній діагностиці гострої тонкокишкової непрохідності» (2-й Московський медичний інститут, 1988); докторська дисертація «Антигратна ендолімфатична терапія в комплексному лікуванні хворих на гнійнозапальні захворювання» (м. Москва, Центральний інститут удосконалення лікарів, 1992).

## Кар'єра
З 1973 — лікар-інтерн, Бердичівська центральна міська лікарня. З 1974 — лікар-хірург, з 05.1975 — головний лікар Іванопільської дільничної лікарні Чуднівського району. З 1977 — головний лікар Олевської центральної районної лікарні. З 1980 — головний лікар Житомирського обласного лікувально-санаторного управління. З 1984 — завідувач відділу охорони здоров'я Житомирського облвиконкому. З грудня 1986 року — заступник міністра, з 10 листопада 1989 року — Міністр охорони здоров'я УРСР. 06.1991-07.94 — перший Міністр охорони здоров'я України. 08.1995-04.98 — Голова Державного комітету України з медичної та мікробіологічної промисловості.

## Політична діяльність
Народний депутат України 2 склик. з 03.1994 (1-й тур) до 05.1998, Олевський виб. окр. № 165, Житомирська область, висун. тр. кол. Голова Ком-ту з питань охорони здоров'я, материнства і дитинства (05.1994-10.97). Чл. ґрупи «Конституційний центр». На час виборів: Міністерство охорони здоров'я України, Міністр. 1-й тур: з'яв. 95 %, за 58,63 %. 7 суперн. (осн. — Рижук С. М., н. 1950; помер 07.12.2010 року
Укр. асоц. «Украгроформ», дир.; 1-й тур — 12,02 %).
Народний депутат України 3-го скликання 03.1998-05.2002, виборчий округ № 67, Житомирська область. З'яв. 82,1 %, за 47,6 %, 13 суперн. На час виборів: нар. деп. України. Чл. фракції НДП (05.-10.1998), фракції СелПУ (10.1998-12.99), чл. ґрупи «Трудова Україна» (з 12.1999). Чл. Ком-ту з питань охорони здоров'я, материнства та дитинства (з 07.1998).
04.2002 — кандидат в народні депутати України, виборчий округ № 67, Житомирська область, самовисування. За 24,23 %, 2 з 5 прет. На час виборів: нар. деп. України, б/п.
Довірена особа кандидата на пост Президента України В. Ющенка в ТВО № 67 (2004-05).
03.2006 кандидат в народні депутати України від Українського народного блок Костенка і Плюща, № 20 в списку. На час виборів: президент Асоціації фармацевтів України, член УНП.

## Онкологічний центр«Клініка Спіженко»
У вересні 2009 року академік Юрій Спіженко заснував перший Центр «КіберНіж», а згодом медичний центр отримав назву «Кібер Клініка Спіженка». У грудні 2010 року, після смерті Юрія Спіженка, медичний центр онкології і радіохірургії очолила його донька — Наталія Спіженко. В травні 2018 року була зареєстрована назва — «Клініка Спіженко».
У 2011 році в центрі було встановлено лінійний прискорювач Elekta Synergy та відкрито відділення хіміотерапії. У 2017 — збудовано сучасний центр хірургії та відкрито повний цикл медичних послуг при онкології. З 2017 року Клініка Спіженко надає медичну допомогу цілодобово.
Клініка Спіженко на сьогодні є єдиним в Україні та першим у Східній Європі акредитованим у Всесвітній асоціації Cyberknife Society медзакладом, де використовують Кіберніж для лікування онкозахворювань та інших пухлин.
Клініка має доступ до унікального колективного досвіду лікування майже 100 тисяч пацієнтів і можливість проконсультуватися в режимі телемедичного консиліуму у фахівців будь-якої клініки, що входить до складу асоціації.
Клініка Спіженка розташована під Києвом, у селі Капітанівці. Ця лікарня єдина в країні, оснащена кіберножем для видалення онкопухлин.

## Наукові праці
Автор (співавтор) близько 210 наукових праць, зокрема 3 монографій, підручника «Клінічна хірургія» (в 2 т., 2000), 16 авторських свідоцтв. Почесний президент журналів «Ліки України», «СНІД»; член редколеґій науково-практичних журналів: «Клінічна антибіотикотерапія», «Вісник фармації», «Клінічна фармація»; член наглядової ради Національного фармацевтичного університету.
Голова Всеукраїнської чорнобильської народної партії «За добробут та соціальний захист народу» (06.1998-03.2003).

## Відзнаки і нагороди
Орден «Знак Пошани». Орден «За заслуги» ІІІ ст. (10.1997).

## Смерть
6 грудня 2010 року помер на 61-му році життя, через інфаркт.

## Виноски
1. ↑  http://w1.c1.rada.gov.ua/pls/radac_gs09/d_index_arh?skl=2
2. ↑  http://w1.c1.rada.gov.ua/pls/radac_gs09/d_index_arh?skl=3
3. ↑  Указ Президента України від 1 липня 1994 року № 349/94 «Про Міністра охорони здоров'я України»
4. ↑  Указ Президента України від 3 серпня 1995 року № 695/95 «Про призначення Ю. Спіженка Головою Державного комітету України з медичної та мікробіологічної промисловості»
5. ↑  Указ Президента України від 24 квітня 1998 року № 376/98 «Про звільнення Ю. Спіженка з посади Голови Державного комітету України з медичної та мікробіологічної промисловості»
6. ↑  Постанова Центральної виборчої комісії від 29 грудня 2005 року № 314 «Про реєстрацію кандидатів у народні депутати України, включених до виборчого списку Українського Народного Блоку Костенка і Плюща»
7. ↑  Пухлину в мозку видаляють без наркозу
8. ↑  Указ Президента України від 17 жовтня 1997 року № 1154/97 «Про відзначення нагородами України»
9. ↑  Свобода, Радіо (7 грудня 2010). Помер перший міністр охорони здоров’я України Спіженко. Радіо Свобода (укр.). Процитовано 5 травня 2024.